# Onofrio Panvinio

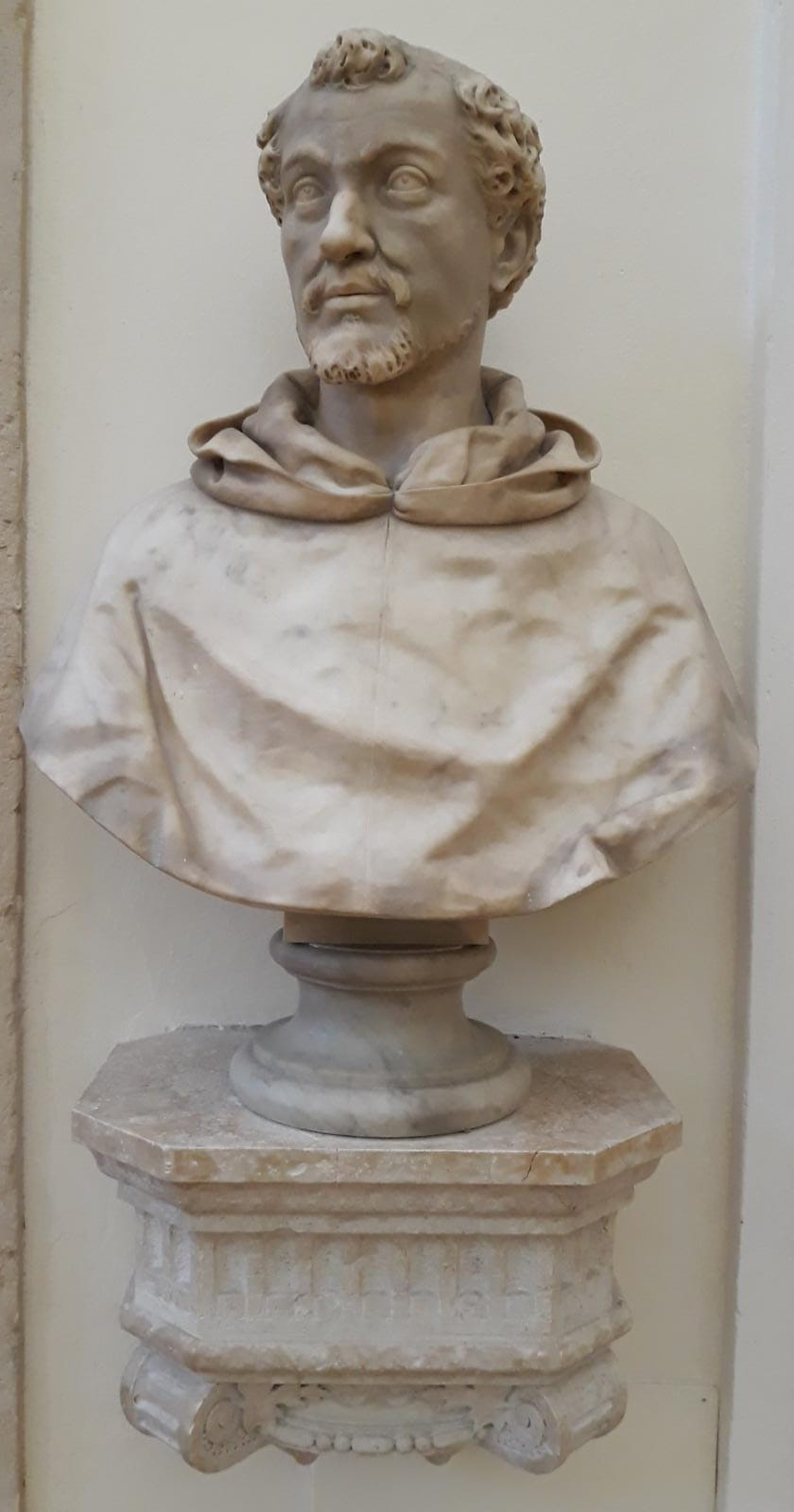
Il busto di Onofrio Panvinio presso la Protomoteca della Biblioteca civica di Verona

Onofrio Panvinio (Verona, 23 febbraio 1530 – Palermo, 27 aprile 1568) è stato uno storico italiano.

## Biografia
Entrò fin da giovane nell'ordine di Sant'Agostino dove cambiò il nome di nascita da Giacomo in Onofrio. Tra il 1549 e il 1550 ebbe modo di frequentare molti eruditi del suo tempo. Qui, inoltre, si legò alla corte di Alessandro Farnese.
Fu uno dei più importanti studiosi della storia romana dell'epoca e si interessò anche a quella ecclesiastica.

## Opere
Alcuni titoli delle sue opere, più volte aggiornate e ristampate, sono:
- Augustiniani ordinis chronicon (Roma, 1550);
- De fasti et triumphi Romanorum a Romulo usque ad Carolum V (Venezia, 1557);
- Epitome Pontificum Romanorum a s. Petri usque ad Paulum IIII gestorum (Venezia, 1557);
- Epitome antiquitatum romanarum (Roma, 1558);
- Una edizione rivista di: Carlo Sigonio, Fasti consulares (Venezia, 1558);
- De comitiis imperatoriis (Basilea, 1558);
- De republica Romana (Venezia, 1558);
- Edizione rivista di: Bartolomeo Platina, De vitis pontificum (Venezia);
- XXVII Pontificum Maximorum elogia et imagines (Roma, 1568);
- De sibyllis et carminibus sibyllinis (Venezia 1567);
- Chronicon ecclesiasticum a C. Julii Caesaris tempore usque ad imp. Maximilianum II (Colonia, 1568);
- De episcopatibus, titulis, et diaconiis cardinalium (Venezia, 1567);
- De ritu sepeliendi mortuos apud veteres Christianos (Ionia, 1568), opera basata sulle iscrizioni trovate nelle catacombe;
- De praecipuis urbis Romae sanctioribusque basilicis (Roma, 1570; Colonia, 1584);
- De primatu Petri et apostolicae sedis potestate (Verona, 1589);
- Libri X de varia Romanorum pontificum creatione (Venezia, 1591);
- De bibliotheca pontificia vaticana (Tarragona, 1587);
- De ludis circensibus (Venezia, 1600), pubblicazione postuma con acqueforti di Dupérac databili agli anni 1560/70);
  - II edizione, con note di Giovanni Argoli e aggiunte di Niccolò Pinelli: Onuphrii Panvinii Veronensis De Ludis Circensibus Libri II - De Triumphis Liber unus - Quibus universa fere Romanorum veterum sacra, ritusque declarantur, ac figuris aeneis illustrantur, cum notis J. Argoli J.U.D. et additamento N. Pinelli, Padova, 1642. Riedita in:  Johann Georg Graeve (a cura di), Thesaurus antiquitatum romanarum, IX, Leida, Petrus van der Aa, 1699.
- De antiqua Romanorum religione.